# Hoofdklasse hockey heren 2012/13
Het seizoen 2012/13 is de 40ste editie van de Nederlandse herenhoofdklasse hockey. De competitie ging van start op zondag 16 september 2012 en eindigde met de laatste speelronde op zondag 5 mei 2013. Aansluitend gingen de play-offs om het landskampioenschap en promotie/degradatie van start.
In het voorgaande jaar was Hurley gedegradeerd en hier kwam Voordaan na vier jaar afwezigheid voor in de plaats.
Op 2 juni 2013 schreef Rotterdam hockeygeschiedenis door voor het eerst landskampioen te worden. Daarvoor, op 5 mei 2013 na afloop van de laatste speelronde degradeerde Voordaan rechtstreeks. SCHC degradeerde door verlies in de nacompetitie van Tilburg.

## Clubs
De clubs die dit seizoen aantreden:
| Club               | Stad             | Accommodatie                | Coach                 |
| ------------------ | ---------------- | --------------------------- | --------------------- |
| Amsterdamsche H&BC | Amsterdam        | Wagener-stadion             | Taco van den Honert   |
| HC Bloemendaal     | Bloemendaal      | Sportpark 't Kopje          | Russell Garcia        |
| HC Den Bosch       | 's-Hertogenbosch | Sportpark Oosterplas        | Sjoerd Marijne        |
| HGC                | Wassenaar        | Sportpark De Roggewoning    | Alejandro Verga       |
| HC Kampong         | Utrecht          | Sportpark Maarschalkerweerd | Alexander Cox         |
| Larense MHC        | Laren            | Sportpark Eemnesserweg      | Joost Bellaart        |
| Oranje Zwart       | Eindhoven        | Sportpark Aalsterweg        | Michel van den Heuvel |
| Pinoké             | Amsterdam        | Sportpark Amsterdamse Bos   | Giles Bonnet          |
| HC Rotterdam       | Rotterdam        | Stadion Hazelaarweg         | Reinoud Wolff         |
| Schaerweijde       | Zeist            | Sportpark Krakelingweg      | Bart Looije           |
| SCHC               | Bilthoven        | Sportpark Kees Boekelaan    | Pim Wijzenbeek        |
| Voordaan           | Groenekan        | Sportpark Voordaan          | Peter Kalfsterman     |

## Eindstand
Bijgewerkt t/m 1 juni 2013 (MEZT) 
| #  | Club         | GS | W  | G | V  | P  | DV      | DT      | DS  |
| -- | ------------ | -- | -- | - | -- | -- | ------- | ------- | --- |
| 1  | Oranje Zwart | 22 | 16 | 5 | 1  | 53 | 67 - 34 | 67 - 34 | +33 |
| 2  | Bloemendaal  | 22 | 17 | 0 | 5  | 51 | 90 - 37 | 90 - 37 | +53 |
| 3  | Rotterdam    | 22 | 16 | 3 | 3  | 51 | 81 - 45 | 81 - 45 | +36 |
| 4  | Kampong      | 22 | 16 | 2 | 4  | 50 | 78 - 43 | 78 - 43 | +35 |
| 5  | Amsterdam    | 22 | 14 | 2 | 6  | 44 | 77 - 55 | 77 - 55 | +22 |
| 6  | Pinoké       | 22 | 8  | 1 | 13 | 25 | 45 - 48 | 45 - 48 | -3  |
| 7  | Den Bosch    | 22 | 7  | 4 | 11 | 25 | 51 - 59 | 51 - 59 | -8  |
| 8  | Laren        | 22 | 7  | 3 | 12 | 24 | 45 - 63 | 45 - 63 | -18 |
| 9  | HGC          | 22 | 6  | 2 | 14 | 20 | 45 - 62 | 45 - 62 | -17 |
| 10 | Schaerweijde | 22 | 4  | 6 | 12 | 18 | 54 - 77 | 54 - 77 | -23 |
| 11 | SCHC         | 22 | 2  | 4 | 16 | 10 | 26 - 74 | 26 - 74 | -48 |
| 12 | Voordaan     | 22 | 2  | 2 | 18 | 8  | 35 - 97 | 35 - 97 | -62 |

### Legenda
| Afk.         | Betekenis                                                                      |
| ------------ | ------------------------------------------------------------------------------ |
| GS           | aantal gespeelde wedstrijden                                                   |
| W            | aantal gewonnen wedstrijden                                                    |
| G            | aantal gelijk gespeelde wedstrijden                                            |
| V            | aantal verloren wedstrijden                                                    |
| P            | totaal aantal punten                                                           |
| DV           | aantal gemaakte doelpunten                                                     |
| DT           | aantal doelpunten tegen                                                        |
| DS           | doelsaldo                                                                      |
| Rotterdam    | Rotterdam, Oranje Zwart en Kampong plaatsen zich de Euro Hockey League 2013/14 |
| Bloemendaal  | Bloemendaal nam enkel deel aan de play offs                                    |
| Schaerweijde | Schaerweijde heeft zich weten te handhaven dankzij winst in de play off        |
| SCHC         | SCHC is gedegradeerd door verlies in de play offs                              |
| Voordaan     | Rechtstreekse degradatie                                                       |

## Programma & Uitslagen
(*) Wedstrijd na 23 minuten bij 1-1 stand gestaakt wegens overvloedige regenval. Uitgespeeld op 9 november 2012

## Topscorers
Bijgewerkt t/m 5 mei 2013 (MEZT) 
| # | Naam               | Club         | Tot. | V  | SC | SB |
| - | ------------------ | ------------ | ---- | -- | -- | -- |
| 1 | Jeroen Hertzberger | Rotterdam    | 26   | 12 | 13 | 1  |
| 2 | Roderick Weusthof  | Kampong      | 24   | 8  | 11 | 5  |
| 3 | Constantijn Jonker | Kampong      | 20   | 19 | 1  | 0  |
| 3 | Matt L’Huillier    | Schaerweijde | 20   | 1  | 19 | 0  |
| 3 | Chris Ciriello     | Bloemendaal  | 20   | 0  | 18 | 2  |

## Play-offs kampioenschap

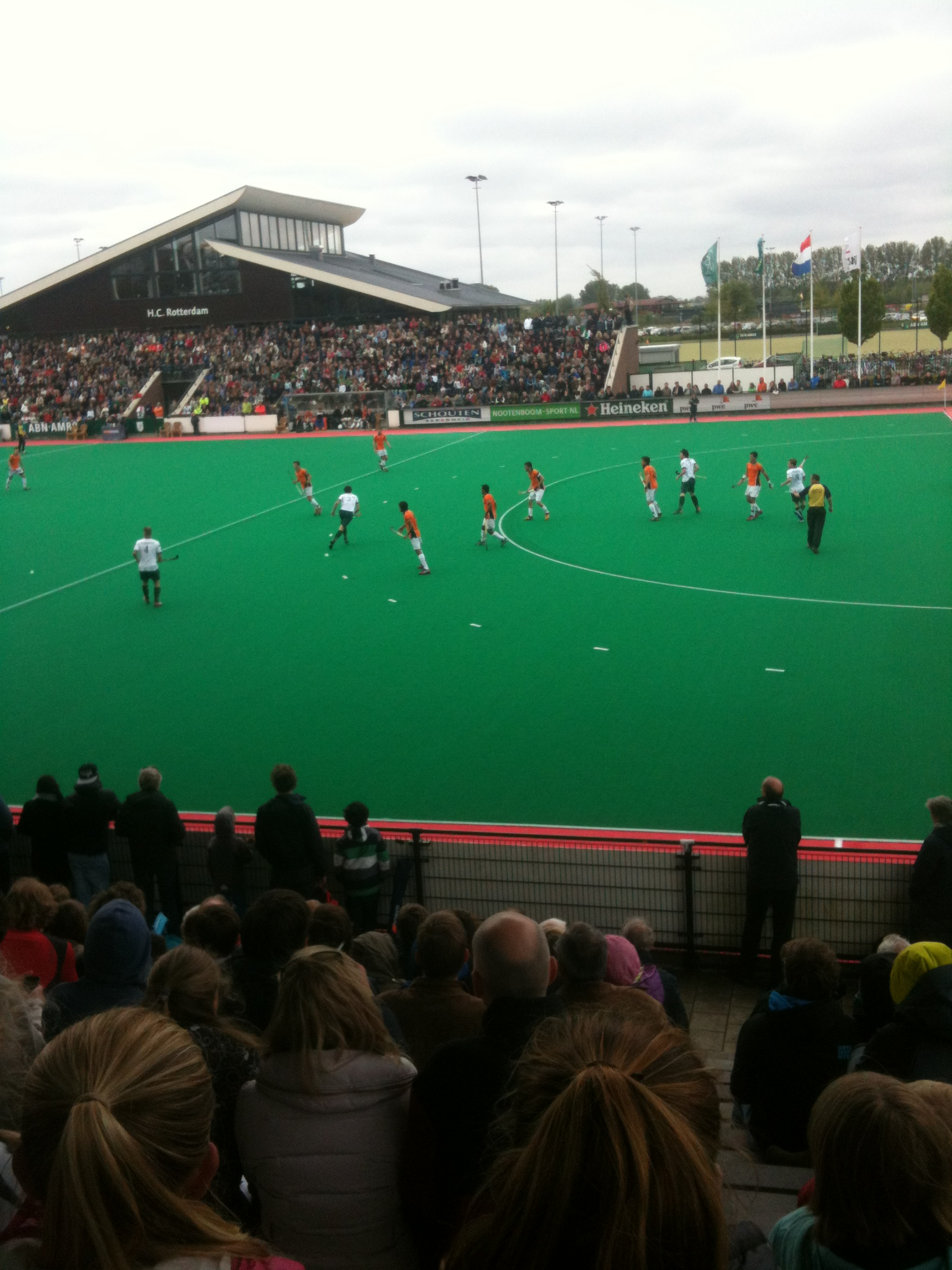
Rotterdam tegen Oranje Zwart (2-0) in de finale van de play offs 2013

Na de reguliere competitie wordt het seizoen beslist door middel van play-offs om te bepalen wie zich kampioen van Nederland mag noemen. Deze begonnen op Hemelvaartsdag 9 mei 2013 met de halve finales. De nummer 1 neemt het hierin op tegen de nummer 4 en de nummer 2 neemt het op tegen de nummer 3. Vervolgens spelen de winnaars in de finale om het landskampioenschap.
Geplaatste clubs
| #  | Club         |
| -- | ------------ |
| 1. | Oranje Zwart |
| 2. | Bloemendaal  |
| 3. | Rotterdam    |
| 4. | Kampong      |

### Halve finales
1e wedstrijd
| 9 mei 2013 15:00 UTC+2                                                                                 |                  |                               |                                                                                       |
| Kampong                                                                                                | 4:1 (2:0)        | Oranje Zwart                  | Sportpark Maarschalkerweerd, Utrecht Scheidsrechters: Coen van Bunge Jonas van 't Hek |
| 9' Roderick Weusthof (sc) 20' Pieter Wiegman (sc) 55' Bruno van den Bosch 65' Niek van der Schoot (ed) | Wedstrijdverslag | 44' Robert van der Horst (sc) | Sportpark Maarschalkerweerd, Utrecht Scheidsrechters: Coen van Bunge Jonas van 't Hek |

| 9 mei 2013 15:00 UTC+2 |                  | |                                                                                   |
| Rotterdam | 1:1 (0:1, 1:1)   | Bloemendaal                                                                                          | Stadion Hazelaarweg, Rotterdam Scheidsrechters: Kees Tamminga Roderick Wijsmuller |
| 43' Jeroen Hertzberger (sc) Shootout serie Nick Wilson Jeroen Hertzberger Oliver Polkamp Timmo Kranstauber Willem Hertzberger | Wedstrijdverslag | 16' Fergus Kavanagh Shootout serie Ronald Brouwer Rogier Hofman Matthew Swann Pelle Vos Wouter Jolie | Stadion Hazelaarweg, Rotterdam Scheidsrechters: Kees Tamminga Roderick Wijsmuller |

2e wedstrijd
| 11 mei 2013 15:00 UTC+2                                     |                  |                                               |                                                                              |
| Oranje Zwart                                                | 3:2 (1:1)        | Kampong                                       | Sportpark Aalsterweg, Eindhoven Scheidsrechters: Michiel Otten Roel van Eert |
| 33' Jelle Galema 43' Rob Reckers (sc) 50' Sander Baart (sc) | Wedstrijdverslag | 11' Bruno van den Bosch 45' Sander Baart (ed) | Sportpark Aalsterweg, Eindhoven Scheidsrechters: Michiel Otten Roel van Eert |

| 11 mei 2013 15:00 UTC+2 |                  |                                                                        |                                                                                 |
| Bloemendaal             | 1:4 (0:1)        | Rotterdam                                                              | Sportpark 't Kopje, Bloemendaal Scheidsrechters: Coen van Bunge Maarten Boskamp |
| 38' Chris Ciriello (sc) | Wedstrijdverslag | 6' Simon Child 37' Simon Child 39' Simon Child 70' Hidde Turkstra (sc) | Sportpark 't Kopje, Bloemendaal Scheidsrechters: Coen van Bunge Maarten Boskamp |

3e wedstrijd
| 12 mei 2013 15:00 UTC+2                                                |                  |         |                                                                                       |
| Oranje Zwart                                                           | 4:0 (2:0)        | Kampong | Sportpark Aalsterweg, Eindhoven Scheidsrechters: Roderick Wijsmuller Jonas van 't Hek |
| 25' Muhammad Rizwan (sc) 30' Rob Reckers 49' Paul Maas 67' Rob Reckers | Wedstrijdverslag |         | Sportpark Aalsterweg, Eindhoven Scheidsrechters: Roderick Wijsmuller Jonas van 't Hek |

### 3e/4e plaats
(N.B.: Om het derde EHL-ticket)

1e wedstrijd
| 25 mei 2013 15:30 UTC+2                                                                     |                  |             |                                                                                     |
| Kampong                                                                                     | 4:0 (3:0)        | Bloemendaal | Sportpark Maarschalkerweerd, Utrecht Scheidsrechters: Maarten Boskamp Michiel Otten |
| 7' Robbert Kemperman 17' Pieter Wiegman (sc) 35' Pieter Wiegman (sc) 65' Constantijn Jonker | Wedstrijdverslag |             | Sportpark Maarschalkerweerd, Utrecht Scheidsrechters: Maarten Boskamp Michiel Otten |

2e wedstrijd
| 26 mei 2013 15:30 UTC+2 |                  |                                                   |                                                                                    |
| Bloemendaal             | 1:2 (1:1)        | Kampong                                           | Sportpark 't Kopje, Bloemendaal Scheidsrechters: Jonas van 't Hek Pieter Hembrecht |
| 35' Chris Ciriello (sc) | Wedstrijdverslag | 24' Roderick Weusthof 70' Constantijn Jonker (sc) | Sportpark 't Kopje, Bloemendaal Scheidsrechters: Jonas van 't Hek Pieter Hembrecht |

### Finale kampioenschap
1e wedstrijd
| 25 mei 2013 15:30 UTC+2                    |                  |              |                                                                                |
| Rotterdam                                  | 2:0 (1:0)        | Oranje Zwart | Stadion Hazelaarweg, Rotterdam Scheidsrechters: Jonas van 't Hek Roel van Eert |
| 17' Steve Edwards (sc) 70' Björn Kellerman | Wedstrijdverslag |              | Stadion Hazelaarweg, Rotterdam Scheidsrechters: Jonas van 't Hek Roel van Eert |

2e wedstrijd
| 26 mei 2013 15:30 UTC+2                            |                  |                                                         |                                                                                     |
| Oranje Zwart                                       | 3:2 (0:0, 2:2)   | Rotterdam                                               | Sportpark Aalsterweg, Eindhoven Scheidsrechters: Coen van Bunge Roderick Wijsmuller |
| 37' Jelle Galema 53' Thomas Briels 76' Rob Reckers | Wedstrijdverslag | 59' Willem Hertzberger (sc) 66' Jeroen Hertzberger (sb) | Sportpark Aalsterweg, Eindhoven Scheidsrechters: Coen van Bunge Roderick Wijsmuller |

3e wedstrijd
| 2 juni 2013 15:30 UTC+2                      |                  |                                                             |                                                                               |
| Oranje Zwart                                 | 2:3 (1:0)        | Rotterdam                                                   | Sportpark Aalsterweg, Eindhoven Scheidsrechters: Roel van Eert Coen van Bunge |
| 28' Rob Reckers (sc) 49' Niek van der Schoot | Wedstrijdverslag | 42' Simon Child 62' Timmo Kranstauber (sc) 64' Bas Campbell | Sportpark Aalsterweg, Eindhoven Scheidsrechters: Roel van Eert Coen van Bunge |

## Promotie/degradatie play-offs
| Hoofdklasse  | Resultaat | Overgangsklasse | Resultaat |
| ------------ | --------- | --------------- | --------- |
| Schaerweijde | 10        | HIC             | 3         |
| SCHC         | 11        | Tilburg         | 2         |

Play outs 10de/3de
| Datum              | Wedstrijd          | Uitslag       | Scoreverloop |
| ------------------ | ------------------ | ------------- | --- |
| 25 mei 2013, 15:00 | HIC - Schaerweijde | 3 - 5 (2 - 3) | 0-1 Philip Engelkens, 0-2 Barend van den Berg, 1-2 Floris van Son, 1-3 Blair Hilton, 2-3 Floris van Son, 2-4 Lloyd Norris-Jones, 2-5 Luc Nefkens, 3-5 Joris Eshuis  |
| 26 mei 2013, 15:00 | Schaerweijde - HIC | 6 - 1 (2 - 0) | 1-0 Matt L'Hullier (sc), 2-0 Leonard Posthumus Meyjes, 3-0 Lloyd Norris-Jones, 4-0 Philip Engelkens, 5-0 Matt L'Hullier (sc), 5-1 Jos Dauwma (sc), 6-1 Blair Hilton |

Play outs 11de/2de
| Datum              | Wedstrijd      | Uitslag        | Scoreverloop |
| ------------------ | -------------- | -------------- | --- |
| 25 mei 2013, 15:00 | Tilburg - SCHC | 2 - 2* (2 - 0) | 1-0 Wouter van Griensven (sc), 2-0 Jelte van Gennip, 2-1 Conor Harte (sc), 2-2 eigen doelpunt (* Tilburg wint na shoot-outs) |
| 26 mei 2013, 15:00 | SCHC - Tilburg | 2 - 0 (1 - 0)  | 1-0 Conor Harte (sc), 2-0 Conor Harte (sc)                                                                                   |
| 29 mei 2013, 20:30 | Tilburg - SCHC | 1 - 0 (0 - 0)  | 1-0 Ben Rutten |

Schaerweijde handhaaft zich voor en Tilburg promoveert naar de Hoofdklasse 2013/14. SCHC degradeert naar de Overgangsklasse.
Nederlands landskampioenschap:

1897/98 ·
1898/99 ·
1899/00 ·
1900/01 ·
1901/02 ·
1902/03 ·
1903/04 ·
1904/05 ·
1905/06 ·
1906/07 ·
1907/08 ·
1908/09 ·
1909/10 ·
1910/11 ·
1911/12 ·
1912/13 ·
1913/14 ·
1914/15 ·
1915/16 ·
1916/17 ·
1917/18 ·
1918/19 ·
1919/20 ·
1920/21 ·
1921/22 ·
1922/23 ·
1923/24 ·
1924/25 ·
1925/26 ·
1926/27 ·
1927/28 ·
1928/29 ·
1929/30 ·
1930/31 ·
1931/32 ·
1932/33 ·
1933/34 ·
1934/35 ·
1935/36 ·
1936/37 ·
1937/38 ·
1938/39 ·
1939/40 ·
1940/41 ·
1941/42 ·
1942/43 ·
1943/44 ·
1944/45 ·
1945/46 ·
1946/47 ·
1947/48 ·
1948/49 ·
1949/50 ·
1950/51 ·
1951/52 ·
1952/53 ·
1953/54 ·
1954/55 ·
1955/56 ·
1956/57 ·
1957/58 ·
1958/59 ·
1959/60 ·
1960/61 ·
1961/62 ·
1962/63 ·
1963/64 ·
1964/65 ·
1965/66 ·
1966/67 ·
1967/68 ·
1968/69 ·
1969/70 ·
1970/71 ·
1971/72 ·
1972/73
Hoofdklasse heren:

1973/74 · 
1974/75 · 
1975/76 · 
1976/77 · 
1977/78 · 
1978/79 · 
1979/80 · 
1980/81 · 
1981/82 · 
1982/83 · 
1983/84 · 
1984/85 · 
1985/86 · 
1986/87 · 
1987/88 · 
1988/89 · 
1989/90 · 
1990/91 · 
1991/92 · 
1992/93 · 
1993/94 · 
1994/95 · 
1995/96 · 
1996/97 · 
1997/98 · 
1998/99 · 
1999/00 · 
2000/01 · 
2001/02 · 
2002/03 · 
2003/04 · 
2004/05 · 
2005/06 · 
2006/07 · 
2007/08 · 
2008/09 · 
2009/10 · 
2010/11 · 
2011/12 · 
2012/13 ·
2013/14 ·
2014/15 ·
2015/16 ·
2016/17 ·
2017/18 ·
2018/19 ·
2019/20 ·
2020/21 ·
2021/22 ·
2022/23 ·
2023/24 ·
2024/25 ·
Nederlandse competities: Hoofdklasse (zaal) · Promotieklasse · Overgangsklasse · Eerste klasse · Tweede klasse · Derde klasse · Vierde klasse · Gold Cup · Silver Cup

Nederlands kampioenschap: Lijst van Nederlandse landskampioenen hockey · Lijst van Nederlandse landskampioenen zaalhockey

Europese competities: Euro Hockey League · Europacup I · Europa Cup II · Europacup zaalhockey